# Smithfield, Kentucky
Smithfield är en ort i Henry County i Kentucky. Orten har fått namn efter järnvägsdirektören Thomas Smith. Vid 2010 års folkräkning hade Smithfield 106 invånare.